# اچ‌ام‌اس تامار (۱۸۶۳)
اچ‌ام‌اس تامار (۱۸۶۳) (به انگلیسی: HMS Tamar (1863)) یک کشتی بود که طول آن ۳۲۰ فوت (۹۸ متر) بود. این کشتی در سال ۱۸۶۳ ساخته شد.